# Miklós Vay

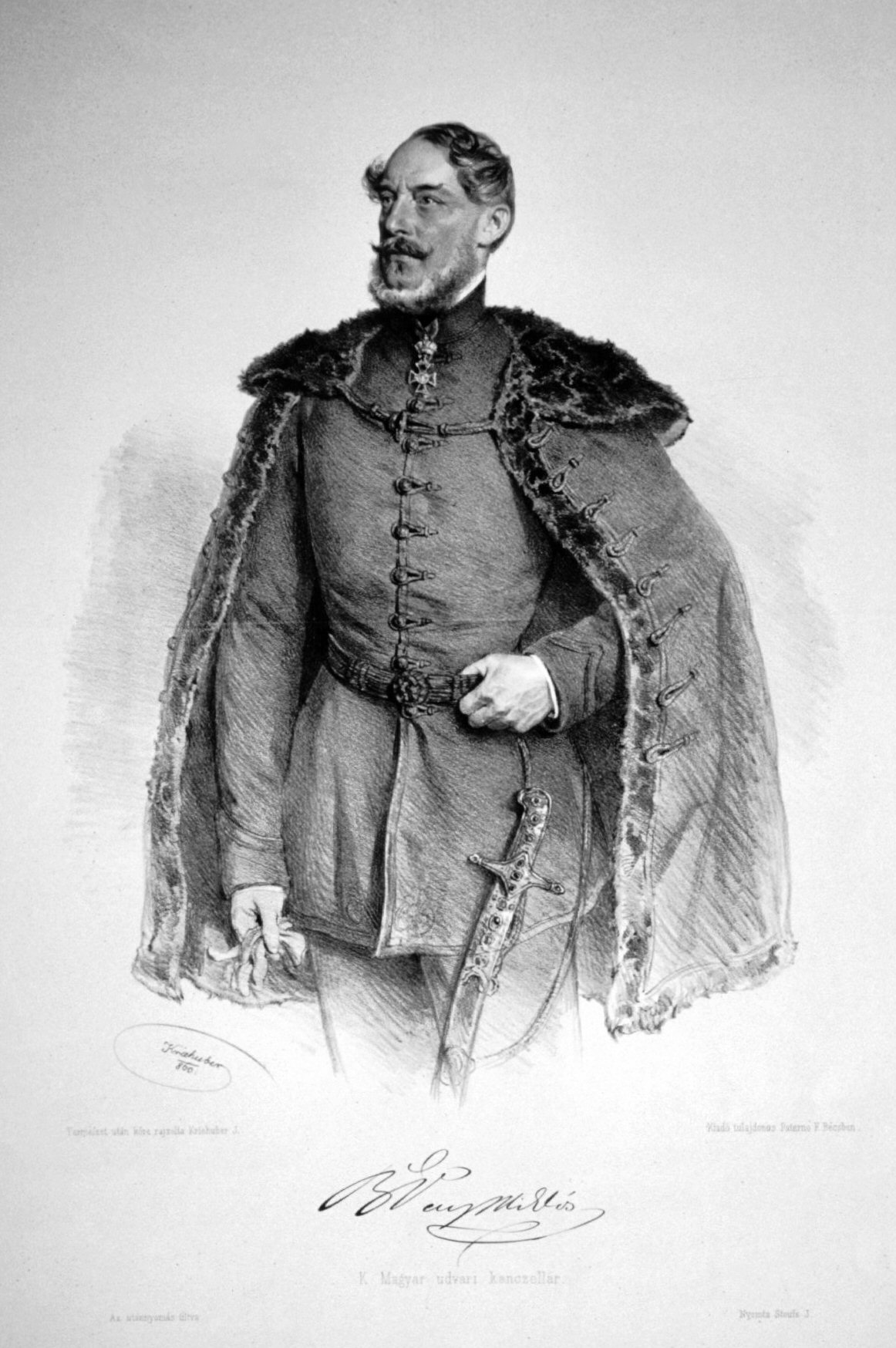
Nikolaus Freiherr von Vay, Lithographie von Josef Kriehuber, 1860

Miklós (Nikolaus) Baron Vay von Vaja (* 29. April 1802 in Alsózsolca; † 14. Mai 1894 in Budapest) war ein ungarischer Politiker und Großgrundbesitzer.

## Herkunft und familiäres Umfeld
Miklós (Nikolaus) Baron Vay von Vaja entstammte einer seit 1120 im Gebiet der oberen Theiß ansässigen Familie des ungarischen Uradels. Er gehörte zum freiherrlichen Ast des Geschlechts, der am 18. April 1783 mit Miklós (Nikolaus) Baron Vay de Vaja in den ungarischen Freiherrnstand (Baronat) erhoben wurde. Er wurde am 29. April 1802 in Alsózsolca im Komitat Borsod geboren. Seine Eltern waren der K.u.K. Kämmerer, ungarische Generalmajor und Landtagsabgeordnete Miklós Baron Vay von Vaja (1756–1824) und von dessen Ehefrau Johanna Freiin von Adelsheim (1776–1863).

## Leben und Laufbahn
Miklós Vay von Vaja war ein ungarischer Großgrundbesitzer, dem auf Grund seines ererbten Reichtums eine bedeutende politische Laufbahn von Geburt an in Aussicht stand. Er war Grundherr zahlreicher ungarischer Grundherrschaften: Ihm gehörten u. a. im Komitat Zemplén die Güter Golop, Talya, Kisfalud und Mezözombor, im Komitat Szabolcs die Güter Tiszalök, Kotaj und Nadudvar, im Komitat Bihar die Güter Zsaka, Böcs, Hidkös und Bakonszeg.
Er wurde zuerst K.u.K. Kämmerer, dann Wirklicher Geheimrat. Zusätzlich zu diesen Hof- und Verwaltungsämtern wurde er Mitglied der ungarischen Magnatenhauses und schließlich dessen Präsident. Auch in der ungarischen Staatsverwaltung stieg er weiter auf: Er wurde Richter des Septemviralgerichts, Kgl. ungarischer Statthaltereirat und schließlich Oberkanzler des Königreichs Ungarn.
Neben diesen Staatsämtern war er auch in der Kommunalverwaltung tätig. Er wurde Vizegespan des Komitats Zemplén und Obergespan des Komitats Borsod. Eine weitere Ehrung war seine Ernennung zum Kronhüter. Er war General-Inspektor der evangelisch-reformierten Kirche des Theiß-Gebietes und Präsident des evangelisch-reformierten Generalkonvents von Ungarn.
Verheiratet war er seit dem 13. April 1828 mit Katharina Freiin von Geymüller (1809–1880). Aus der Ehe gingen zwei Söhne hervor.

## Ehrungen und Auszeichnungen
- Kommandant des St.-Stephans-Orden
- Vorstandsmitglied der Ungarischen Akademie der Wissenschaften.